# Municipio de Emerald (Minnesota)
El municipio de Emerald (en inglés: Emerald Township) es un municipio ubicado en el condado de Faribault en el estado estadounidense de Minnesota. En el año 2010 tenía una población de 222 habitantes y una densidad poblacional de 2,39 personas por km².

## Geografía
El municipio de Emerald se encuentra ubicado en las coordenadas 43°38′3″N 93°57′3″O / 43.63417, -93.95083. Según la Oficina del Censo de los Estados Unidos, el municipio tiene una superficie total de 92.92 km², de la cual 92,85 km² corresponden a tierra firme y (0,08 %) 0,08 km² es agua.

## Demografía
Según el censo de 2010, había 222 personas residiendo en el municipio de Emerald. La densidad de población era de 2,39 hab./km². De los 222 habitantes, el municipio de Emerald estaba compuesto por el 97,75 % blancos, el 0,45 % eran amerindios, el 1,35 % eran de otras razas y el 0,45 % eran de una mezcla de razas. Del total de la población el 1,8 % eran hispanos o latinos de cualquier raza.